# Cratès de Mallos
Pour les articles homonymes, voir Cratès.
Cratès de Mallos (vers 220 - 140 av. J.-C.) est un philosophe stoïcien grec, philologue et grammairien. Né à Mallos en Cilicie, il professe à Pergame ; les grammairiens de l'école de Pergame avaient pour chef Cratès, et s'appelaient Cratétéens. Contemporain et adversaire d’Aristarque de Samothrace, célèbre auteur d'ouvrages de grammaire et de glossaires, il avait entre autres écrit un livre sur le dialecte attique, et était exégète d’Homère ; il eut Hérodicos de Babylone, grammairien anti platonicien, et Panétios de Rhodes comme élèves. 
L’introduction de l’ouvrage Sur les grammairiens et les rhéteurs de l’érudit romain Suétone est un rappel historique sur Cratès de Mallos, qui donna les premières conférences sur la matière durant son séjour à Rome.

## Le globe de Cratès

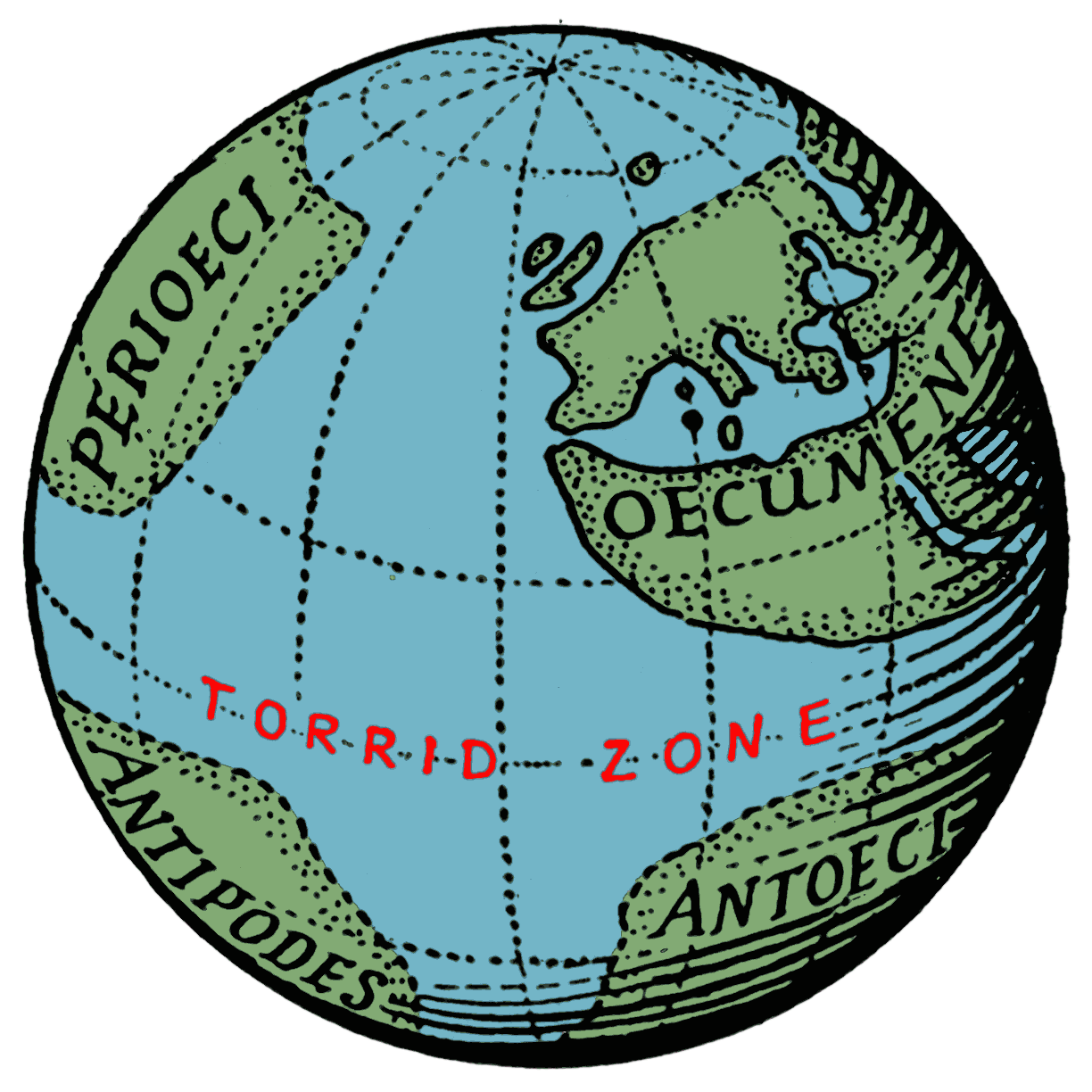
Le globe de Cratès (vers -150)

Selon Strabon, Cratès construisit une sphère pour représenter la Terre. On considère qu’il réalisa le premier globe terrestre : 

« Jusqu'à présent c'est sur une surface sphérique que nous avons entendu prendre le quadrilatère où nous plaçons la terre habitée, et quiconque veut avoir une reproduction de la terre habitée aussi exacte que peut l'être une figure faite de main d'ouvrier, doit, en effet, se construire une sphère, comme voilà celle de Cratès et prendre sur cette sphère le quadrilatère en question pour y inscrire la carte de la terre habitée ; il faut seulement que cette sphère soit grande pour que la portion que nous en considérons et qui, par rapport au reste, représente une fraction de si peu d'étendue, puisse recevoir sans confusion tous les détails qu'il importe d'y retracer et offre à l'œil une image suffisamment exacte. »

— Strabon, Géographie [détail des éditions] [lire en ligne], II, 5, 10
Adepte de la théorie des cinq zones climatiques élaborée par Parménide, Cratès considère que la zone torride est occupée par l’Océan et que, par analogie, on peut concevoir des peuples habitant au-delà de la zone torride :
« Voici en effet quelles sont ces thèses : affectant, comme toujours, de raisonner en mathématicien, Cratès commence par poser en principe que la zone torride est occupée par l'Océan et se trouve bornée de part et d'autre par la zone tempérée, tant la portion que nous habitons que la portion qui se trouve dans l'hémisphère opposé ; puis, s'appuyant sur ce que le nom d'Éthiopiens désigne pour nous toutes les populations méridionales, répandues le long de l'Océan, et qui semblent former la bordure extrême de la terre habitée, il conclut que, par analogie, on doit concevoir au-delà de l'Océan l'existence d'autres Éthiopiens, occupant par rapport aux différents peuples de cette seconde zone tempérée et sur les bords dudit Océan la même situation extrême. Et de la sorte, ajoute-t-il, il y a bien effectivement deux nations d'Éthiopiens séparées l'une de l'autre par l'Océan. »
« L'idée d'une terre sphérique, qui s'est imposée parmi les savants grecs antiques à partir de Parménide, a rapidement entraîné des spéculations sur l'existence de terres australes symétriques des continents connus par l'observation. Ces continents supposés figurent sur une représentation du globe, comme celle qu'élabora Cratès de Mallos ».

## Œuvre
Athénée cite son nom dans un passage, consacré à Moïro victime d'un plagiat :

« Moïro de Byzance est la première qui a bien saisi l'idée des vers d'Homère, lorsqu'elle écrivait, dans son ouvrage intitulé La Mémoire, que c'étaient les Pléiades qui portaient l'ambroisie à Zeus. Cratès le critique, s'étant approprié l'idée de cette femme, a publié, comme lui appartenant à lui-même, ce qu'elle avait dit. »

L'Anthologie grecque contient un poème (XI, 218) qui était attribué à Cratès de Mallos.